# Polana pod Wołoszynem
Polana pod Wołoszynem lub Wyżnia Polana pod Wołoszynem – polana w Tatrach Wysokich, położona na północno-wschodnim stoku schodzącym z grani Wołoszyna, na wysokości od ok. 1245–1320 m n.p.m. Nad jej zachodnim i północno-zachodnim brzegiem wznoszą się lesiste stoki Wyżniej i Niżniej Kopki (1323 m n.p.m.), stąd polana była nazywana przez górali Pod Kopki. Dawniej wchodziła w skład Hali Wołoszyńskiej i była główną polaną tej hali, później wyłączona została w samodzielną polanę. Znajdował się na niej szałas i szopy. W latach 50. XX w. w wyniku oberwania chmury w tym rejonie została zasypana kamieniami i żwirem, stając się zupełnie niemal nieużyteczną z gospodarczego punktu widzenia.
Po zaprzestaniu koszenia i wypasania polana już niemal całkowicie zarosła lasem. W 1955 r. miała powierzchnię ok. 4 ha, ale w 2004 w wyniku zarośnięcia jej powierzchnia zmniejszyła się o 90%. Polana nadal zarasta.
W lesie, na południowy wschód od polany, znajdują się Jaskinia Wołoszyńska Wyżnia i Jaskinia Wołoszyńska Niżnia (niedostępne dla turystów). Przed utworzeniem rezerwatu przyrody grzbietem Wołoszyna na polanę schodził szlak Orlej Perci. W okolicy polany znajduje się też Wołoszyński Stawek.

## Szlaki turystyczne
Na polanie spotykają się dwa szlaki:
 z Toporowej Cyrhli przez Psią Trawkę, Waksmundzką Rówień, Polanę pod Wołoszynem i Wodogrzmoty Mickiewicza do Morskiego Oka.
- Czas przejścia z Toporowej Cyrhli na polanę: 2:50 h, z powrotem 2:25 h
- Czas przejścia z polany nad Morskie Oko: 2:05 h, z powrotem 2 h

 z Polany pod Wołoszynem na Rusinową Polanę. Czas przejścia w obie strony: 25 min.